# Pégate
«Pégate» (рус. Подойди ближе) — это второй сингл с альбома Рики Мартина MTV Unplugged. Он был выпущен 19 декабря 2006 г.

## Композиция
В песне присутствует традиционный ритм плены, популярного пуэрто-риканского жанра, который играется тремя руками на барабанах или бубнах, среди прочих инструментов. В «Pégate» ударники из группы «Viento de agua» под предводительством Тито Матоса сыграли на традиционных пленских барабанах. На куатро, традиционном пуэрто-риканском струнном инструменте, сыграл Кристиан Нивс.

## Появление в чарте
«Pégate» достиг пика на одиннадцатой строке в Hot Latin Songs и шестой в Hot Dance Club Songs в США. Он был сертифицирован 4 раза Платиновым в Мексике за продажи 400,000 цифровых копий.

## Форматы и трек-листы
US promotional CD single
1. «Pégate» (Radio Edit) — 3:10
2. «Pégate» (Album Version) — 4:04

US promotional CD maxi-single
1. «Pégate» (Ralphi Rosario Club Radio) — 3:58
2. «Pégate» (Ralphi Rosario Hard Club Vox) — 8:25
3. «Pégate» (Ralphi’s Dirty Dub) — 13:39
4. «Pégate» (Ralphi Rosario Club Radio — Instrumental) — 3:58
5. «Pégate» (Ralphi Rosario Hard Club Vox — Instrumental) — 8:25
6. «Pégate» (Echo & Diesel Remix) — 3:37

## Чарты и сертификации
| Чарт (2006)                             | Наивысшая позиция |
| --------------------------------------- | ----------------- |
| US Billboard Hot Dance Club Songs       | 6                 |
| US Billboard Hot Latin Songs            | 11                |
| US Billboard Latin Pop Songs            | 9                 |
| US Billboard Latin Rhythm Airplay Chart | 25                |
| US Billboard Tropical Songs             | 9                 |

| Страна  | Сертификации   |
| ------- | -------------- |
| Мексика | 4 раза Платина |